# Узак-батирський сільський округ
Уза́к-бати́рський сільський округ (каз. Ұзақ батыр ауылдық округі, рос. Узак-батырский сельский округ) — адміністративна одиниця у складі Райимбецького району Алматинської області Казахстану. Адміністративний центр — село Сарибастау.
Населення — 2009 осіб (2021; 3129 у 2009, 3302 у 1999, 4229 у 1989).
Станом на 1989 рік існувала Ленінська сільська рада (села Сарибастау, Тузколь). Пізніше село Тузколь було передано до складу Карасазького сільського округу.